# Ehemaliger Schlachthof und Seuchenstall (Darmstadt)
Der ehemalige Schlachthof und Seuchenstall ist ein Bauwerk in Darmstadt.

## Architektur und Geschichte

### Restaurationsgebäude und Verwaltungsgebäude
Das ehemalige Restaurationsgebäude und das ehemalige Verwaltungsgebäude wurden in den Jahren 1892 und 1893 nach Plänen des Stadtbaumeisters Stephan Braden erbaut.
Die beiden Hauptgebäude in der „Frankfurter Straße 69“ wurden in historistischer Klinkerarchitektur errichtet.

### Seuchenstall

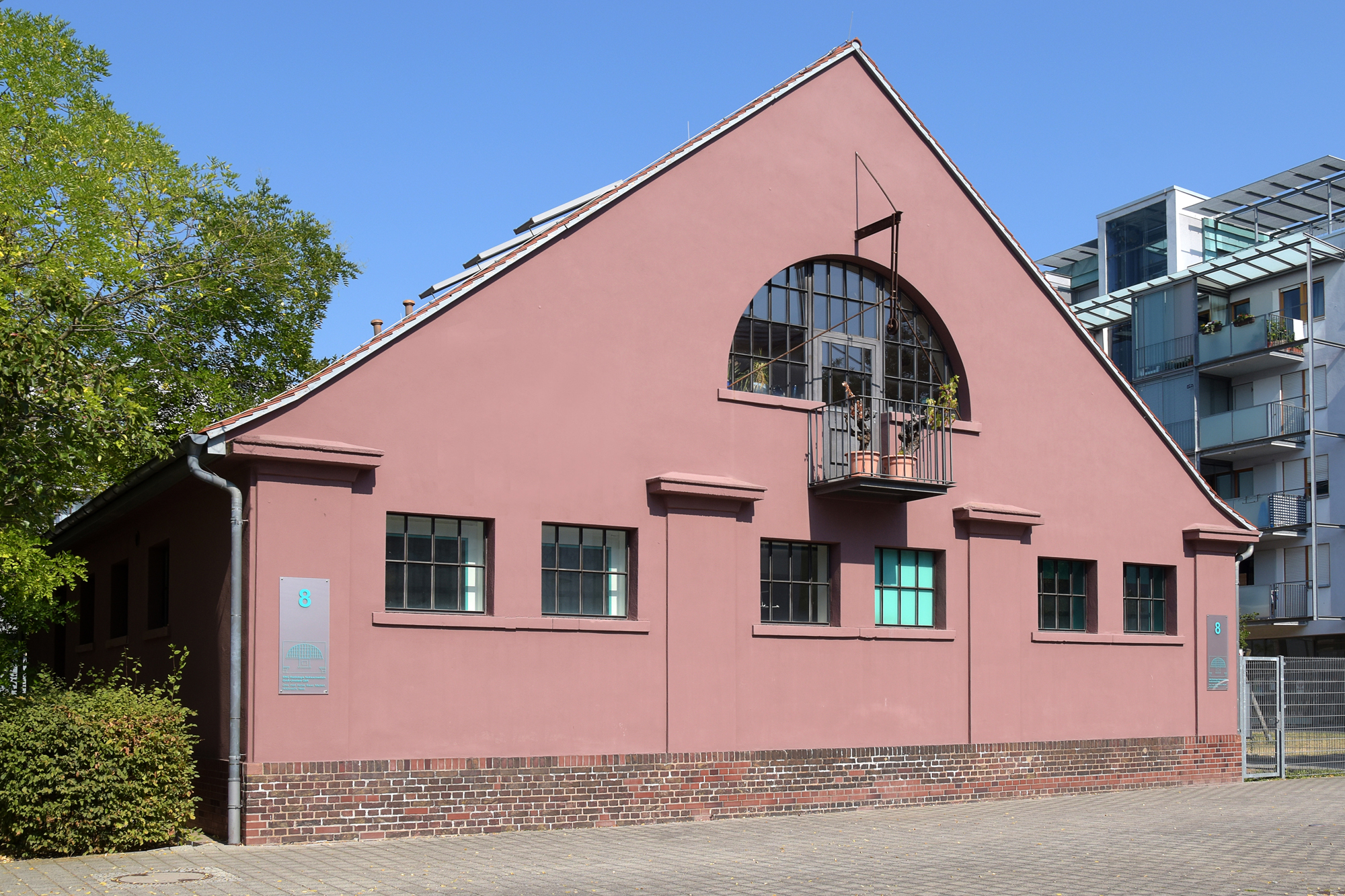
Seuchenstall Rückseite, 2016

Der ehemalige Seuchenstall, in der „Büdinger Straße 8“, stammt aus den 1920er-Jahren.

## Denkmalschutz
Aus architektonischen, industriegeschichtlichen und stadtgeschichtlichen Gründen steht das Gebäudeensemble unter Denkmalschutz.